# Luca széke
A lucaszék vagy Luca széke készítése a Luca-napi szokások egyike. A december 13-án tartott ünnepnap – Luca napja – a karácsonyi ünnepkör részének számító nap. Magyar nyelvterületen „gonoszjáró nap”-nak is tartják, ezen a napon különösen a boszorkányok rontása ellen kell védekezni.

## Hiedelem

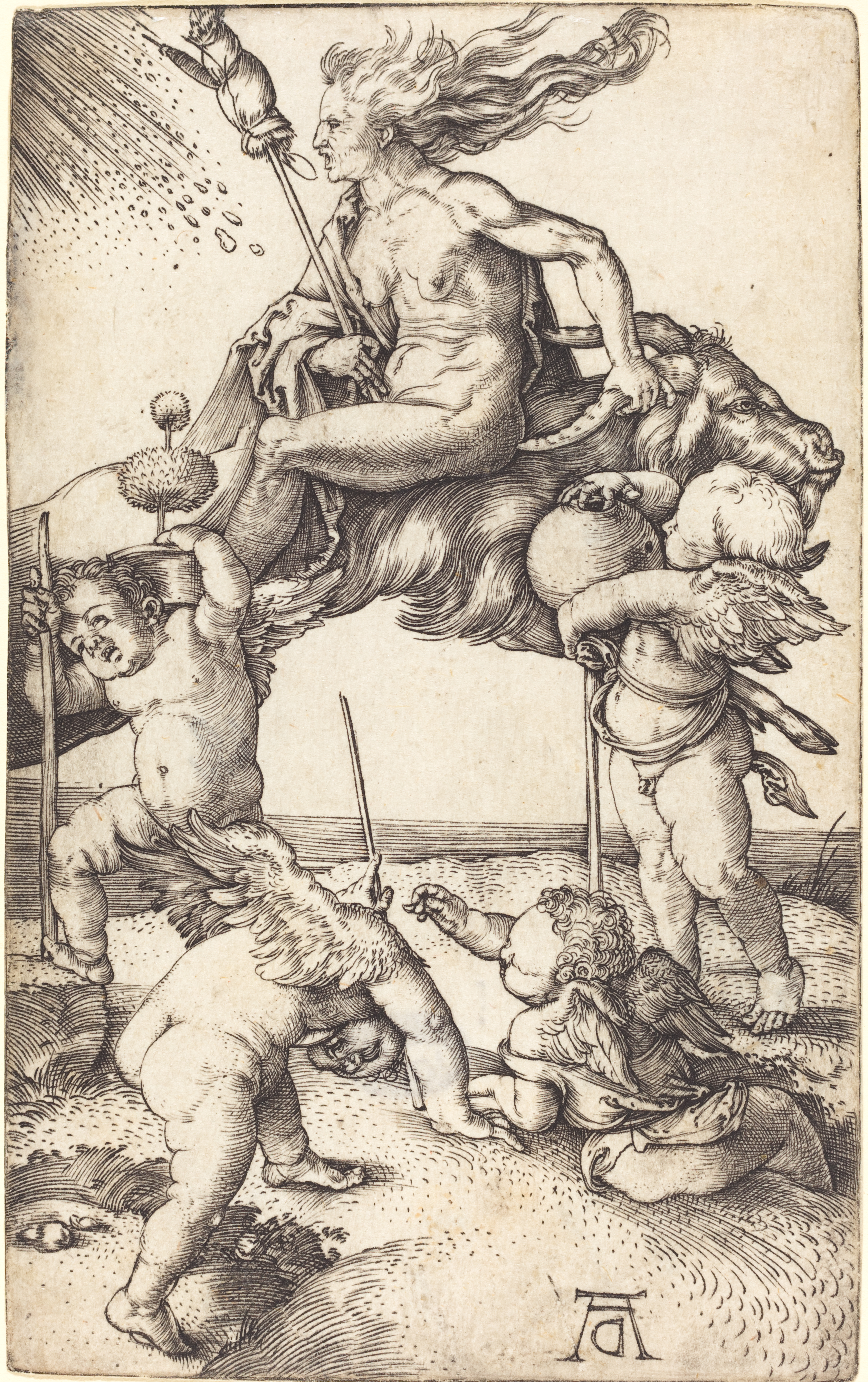
Albrecht Dürer: A boszorkány

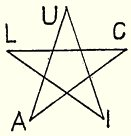
Boszorkányszög

A Pallas nagy lexikona szerint a lucaszék hagyományos alakja az ősrégi idők óta varázserejűnek hitt pentagramma vagy pentalfa (németül Drudenfuss vagy Alpfuss), magyarul boszorkányszög: egy szabályos ötszög köré írt öt egyenlő szárú háromszögből kialakuló csillag.
A széknek olyan erősnek kellett lennie, hogy egy férfiember súlyát megtartsa. December 25-én az éjféli misére a „mesterek” (rendszerint fiatal emberek) a kabátjuk alá rejtve lopták be a templomba a széket, majd ráállva megláthatták a boszorkányt. A boszorkányok ilyenkor szarvakat hordtak, és emiatt a templomkapun belépve a fejüket le kellett hajtaniuk. A Luca székén állva éjfélkor viszont felismerték őket. Ezután a fiatalembereknek el kellett menekülniük, nehogy a boszorkák széjjeltépjék őket. A menekülők a zsebükben mákot vittek, hogy menekülés közben elszórhassák. A boszorkányoknak a mákszemeket fel kellett szedegetniük, és így nem tudták elkapni a fiatalokat. A Luca székét aztán otthon tűzre vetették, a tűzben a sok kis fadarab sikoltozni kezdett, és ha csend volt karácsony hajnalán, még hallhatták a boszorkányok a fadarabok jajgatását is, mert ez a tűz a boszorkák végét jelentette.
Ezután a kulcslyukba fokhagymát kellett dugni, a kést a bal ajtófélfába vágni, a söprűt pedig keresztbe állítani, hogy minden rontástól védve legyenek.
A Luca ostora ennek a népszokásnak egy változata: úgy kellett elkészíteni, hogy az ostort alkotó zsinegen minden nap egyet csavartak, majd karácsony éjjelén pattogtattak vele. Az ostor hangjára odagyűltek a boszorkányok.

## Elkészítése
Bocz János dombóvári fafaragó tanító, népi iparművész kutatásai és az ő elődeinek elbeszélése nyomán a lucaszék elkészítéséhez a következő anyagokat kell felhasználni (7 darabból kellett állnia, és 13 napig készítették):
- Az ülőlaphoz tölgyet használnak, mely 31 cm átmérőjű és 8 cm vastagságú.
- A lábak többféle fából készülnek, csertölgy, akác és kőris. A lábak összekötő rúdjai bükkből, fekete dióból és szelíd dióból vannak.
- A csapok:
  - 2 db fenyő, vörös- és lucfenyő
  - 2 db hárs, aprólevelű, nagylevelű
  - 1 db cseresznye
  - 1 db gyertyán

Más források szerint a Luca széke készítését december 13-án kezdik el, és kilencféle fát használnak: kökényt, borókát, jávorfát, körtét, somot, jegenyefenyőt, akácot, csert és rózsafát. Szögek helyett kizárólag fából faragott ékek tartják össze. 13 napig készül úgy, hogy minden nap csupán egy-egy műveletet lehet rajta elvégezni, innen ered az a népi mondás is, hogy „Lassan készül, mint a Luca széke”.